# خزانه اعلی‌حضرت
خزانهٔ اعلی‌حضرت یا خزانه که گاهی به آن وزارت خزانه‌داری بریتانیا گفته می‌شود، از وزارتخانه‌های حکومت بریتانیا است، که مسئولیت توسعه و اجرایی کردن سیاست‌های امور مالی دولتی و سیاست‌های اقتصادی دولت پادشاهی متحد را بر عهده دارد.
رئیس خزانهٔ اعلی‌حضرت از مقامات ارشد حکومتی و همچنین یکی از چهار منصب کبیر حکومتی در دولت پادشاهی متحد به‌شمار می‌آید.